# Élections cantonales de 2008 dans l'Indre
Les élections cantonales ont eu lieu les 9 mars 2008 et 16 mars 2008.

## Contexte départemental

### Assemblée départementale sortante
Avant les élections, le conseil général de l'Indre est présidé par Louis Pinton (UMP). Il comprend 26 conseillers généraux issus des 26 cantons de l'Indre. 13 d'entre eux sont renouvelables lors de ces élections.
| Parti                             | Sigle | Élus |
| --------------------------------- | ----- | ---- |
| Majorité (19 sièges)              |       |      |
| Divers droite                     | DVD   | 10   |
| Nouveau Centre                    | NC    | 2    |
| Union pour un mouvement populaire | UMP   | 7    |
| Opposition (7 sièges)             |       |      |
| Parti socialiste                  | PS    | 6    |
| Parti communiste français         | PCF   | 1    |
| Président du conseil général      |       |      |
| Louis Pinton (UMP)                |       |      |

## Résultats à l'échelle du département
| Étiquette      | Étiquette                         | Premier tour | Premier tour | Second tour | Second tour | Total |
| Étiquette      | Étiquette                         | Voix         | %            | Voix        | %           | Total |
| -------------- | --------------------------------- | ------------ | ------------ | ----------- | ----------- | ----- |
|                | Parti socialiste                  | 19 326       | 29,6         | 10 888      | 35,61       | 4     |
|                | Divers gauche                     | 3 669        | 5,62         | 745         | 2,44        | 0     |
|                | Parti communiste français         | 2 824        | 4,33         |             |             |       |
|                | Parti radical de gauche           | 1 393        | 2,13         | 2 033       | 6,65        | 0     |
|                | Les Verts                         | 940          | 1,44         |             |             |       |
| Gauche         | Gauche                            | 28 152       | 43,12        | 13 666      | 44,7        | 4     |
|                |                                   |              |              |             |             |       |
|                | Union pour un mouvement populaire | 19 397       | 29,71        | 6 893       | 22,55       | 4     |
|                | Divers droite                     | 6 867        | 10,52        | 4 279       | 14          | 3     |
|                | Nouveau Centre                    | 6 624        | 10,15        | 5 179       | 16,94       | 2     |
|                | Front national                    | 1 865        | 2,86         |             |             |       |
|                | Mouvement démocrate               | 1 545        | 2,37         | 556         | 1,82        | 0     |
| Droite         | Droite                            | 36 298       | 55,61        | 16 907      | 55,3        | 9     |
|                |                                   |              |              |             |             |       |
|                | Divers                            | 837          | 1,28         |             |             |       |
|                |                                   |              |              |             |             |       |
| Inscrits       | Inscrits                          | 96 399       | 100,00       | 54 556      | 100,00      |       |
| Abstentions    | Abstentions                       | 27 791       | 28,83        | 22 904      | 41,98       |       |
| Votants        | Votants                           | 68 608       | 71,17        | 31 652      | 58,02       |       |
| Blancs et nuls | Blancs et nuls                    | 3 321        | 4,84         | 1 079       | 3,41        |       |
| Exprimés       | Exprimés                          | 65 287       | 95,16        | 30 573      | 96,59       |       |

### Résultats en nombre de sièges
| Parti | Sièges mis en jeu | Élus | Évolution |
| ----- | ----------------- | ---- | --------- |
| UMP   | 4                 | 4    | 0         |
| PS    | 3                 | 4    | +1        |
| DVD   | 3                 | 3    | 0         |
| NC    | 2                 | 2    | 0         |
| PCF   | 1                 | 0    | -1        |

### Assemblée départementale à l'issue des élections
| Parti                             | Sigle | Élus |
| --------------------------------- | ----- | ---- |
| Majorité (19 sièges)              |       |      |
| Divers droite                     | DVD   | 8    |
| Union pour un mouvement populaire | UMP   | 7    |
| Nouveau Centre                    | NC    | 4    |
| Opposition (7 sièges)             |       |      |
| Parti socialiste                  | PS    | 7    |
| Président du conseil général      |       |      |
| Louis Pinton (UMP)                |       |      |

## Résultats par canton

### Canton d'Ardentes
Conseiller sortant : Pierre Desseigne (PCF)
| Candidats      | Candidats        | Étiquette      | Premier tour | Premier tour | Second tour | Second tour |
| Candidats      | Candidats        | Étiquette      | Voix         | %            | Voix        | %           |
| -------------- | ---------------- | -------------- | ------------ | ------------ | ----------- | ----------- |
|                | Jean Petitprêtre | PS             | 3 981        | 45,33        | 4 063       | 54,21       |
|                | Didier Barachet  | UMP            | 3 896        | 44,36        | 3 432       | 45,79       |
|                | Aline Dolidier   | DVG            | 534          | 6,08         |             |             |
|                | Henri Lorre      | FN             | 371          | 4,22         |             |             |
|                |                  |                |              |              |             |             |
| Inscrits       | Inscrits         | Inscrits       | 12 820       | 100,00       | 12 819      | 100,00      |
| Abstentions    | Abstentions      | Abstentions    | 3 617        | 28,21        | 5 134       | 40,05       |
| Votants        | Votants          | Votants        | 9 203        | 71,79        | 7 685       | 59,95       |
| Blancs ou nuls | Blancs ou nuls   | Blancs ou nuls | 421          | 4,57         | 190         | 2,47        |
| Exprimés       | Exprimés         | Exprimés       | 8 782        | 95,43        | 7 495       | 97,53       |

### Canton de Bélâbre
Conseiller sortant : René Duplant (UMP)
| Candidats      | Candidats      | Étiquette      | Premier tour | Premier tour |
| Candidats      | Candidats      | Étiquette      | Voix         | %            |
| -------------- | -------------- | -------------- | ------------ | ------------ |
|                | René Duplant*  | UMP            | 1 629        | 100,00       |
|                |                |                |              |              |
| Inscrits       | Inscrits       | Inscrits       | 2 790        | 100,00       |
| Abstentions    | Abstentions    | Abstentions    | 708          | 25,38        |
| Votants        | Votants        | Votants        | 2 082        | 74,62        |
| Blancs ou nuls | Blancs ou nuls | Blancs ou nuls | 453          | 21,76        |
| Exprimés       | Exprimés       | Exprimés       | 1 629        | 78,24        |

### Canton de Buzançais
Conseiller sortant : Régis Blanchet (M-NC)
| Candidats      | Candidats                    | Étiquette      | Premier tour | Premier tour | Second tour | Second tour |
| Candidats      | Candidats                    | Étiquette      | Voix         | %            | Voix        | %           |
| -------------- | ---------------------------- | -------------- | ------------ | ------------ | ----------- | ----------- |
|                | Régis Blanchet*              | M-NC           | 3 312        | 49,32        | 3 497       | 58,25       |
|                | Jean-Paul Thibault           | PS             | 2 835        | 42,22        | 2 506       | 41,75       |
|                | Angélique Bury               | DVG            | 338          | 5,03         |             |             |
|                | Marie-Claude Nicolaï-Santini | FN             | 230          | 3,43         |             |             |
|                |                              |                |              |              |             |             |
| Inscrits       | Inscrits                     | Inscrits       | 9 197        | 100,00       | 9 197       | 100,00      |
| Abstentions    | Abstentions                  | Abstentions    | 2 233        | 24,28        | 3 039       | 33,04       |
| Votants        | Votants                      | Votants        | 6 964        | 75,72        | 6 158       | 66,96       |
| Blancs ou nuls | Blancs ou nuls               | Blancs ou nuls | 249          | 3,58         | 155         | 2,52        |
| Exprimés       | Exprimés                     | Exprimés       | 6 715        | 96,42        | 6 003       | 97,48       |

### Canton de Châteauroux-Centre
Conseiller sortant : Jean-François Mayet (UMP)
| Candidats      | Candidats            | Étiquette      | Premier tour | Premier tour | Second tour | Second tour |
| Candidats      | Candidats            | Étiquette      | Voix         | %            | Voix        | %           |
| -------------- | -------------------- | -------------- | ------------ | ------------ | ----------- | ----------- |
|                | Jean-François Mayet* | UMP            | 3 632        | 49,91        | 3 461       | 63,00       |
|                | Michel Arroyo        | PRG            | 1 393        | 19,14        | 2 033       | 37,00       |
|                | Jean Delavergne      | Verts          | 940          | 12,92        |             |             |
|                | Jean-Pierre Barrière | PCF            | 565          | 7,76         |             |             |
|                | David Weksteen       | MoDem          | 547          | 7,52         |             |             |
|                | Gisèle Arrieu        | FN             | 200          | 2,75         |             |             |
|                |                      |                |              |              |             |             |
| Inscrits       | Inscrits             | Inscrits       | 12 385       | 100,00       | 12 385      | 100,00      |
| Abstentions    | Abstentions          | Abstentions    | 4 876        | 39,37        | 6 624       | 53,48       |
| Votants        | Votants              | Votants        | 7 509        | 60,63        | 5 761       | 46,52       |
| Blancs ou nuls | Blancs ou nuls       | Blancs ou nuls | 232          | 3,09         | 267         | 4,63        |
| Exprimés       | Exprimés             | Exprimés       | 7 277        | 96,91        | 5 494       | 95,37       |

### Canton de Châteauroux-Sud
Conseillère sortante : Thérèse Delrieu (PS)
| Candidats      | Candidats         | Étiquette      | Premier tour | Premier tour | Second tour | Second tour |
| Candidats      | Candidats         | Étiquette      | Voix         | %            | Voix        | %           |
| -------------- | ----------------- | -------------- | ------------ | ------------ | ----------- | ----------- |
|                | Thérèse Delrieu*  | PS             | 1 441        | 38,81        | 1 540       | 57,23       |
|                | Monique Rougirel  | DVD            | 1 184        | 31,89        | 1 151       | 42,77       |
|                | Dominique Boué    | PCF            | 357          | 9,61         |             |             |
|                | Xavier Richard    | MoDem          | 297          | 8,00         |             |             |
|                | Michel Hubault    | FN             | 239          | 6,44         |             |             |
|                | Antonio Montarelo | DVG            | 195          | 5,25         |             |             |
|                |                   |                |              |              |             |             |
| Inscrits       | Inscrits          | Inscrits       | 7 105        | 100,00       | 7 105       | 100,00      |
| Abstentions    | Abstentions       | Abstentions    | 3 162        | 44,50        | 4 283       | 60,28       |
| Votants        | Votants           | Votants        | 3 943        | 55,50        | 2 822       | 39,72       |
| Blancs ou nuls | Blancs ou nuls    | Blancs ou nuls | 230          | 5,83         | 131         | 4,64        |
| Exprimés       | Exprimés          | Exprimés       | 3 713        | 94,17        | 2 691       | 95,36       |

### Canton de Châtillon-sur-Indre
Conseiller sortant : Williams Lauérière (DVD)
| Candidats      | Candidats           | Étiquette      | Premier tour | Premier tour | Second tour | Second tour |
| Candidats      | Candidats           | Étiquette      | Voix         | %            | Voix        | %           |
| -------------- | ------------------- | -------------- | ------------ | ------------ | ----------- | ----------- |
|                | Williams Lauérière* | DVD            | 1 608        | 42,99        | 1 945       | 55,65       |
|                | Jean-Claude André   | PS             | 893          | 23,88        | 1 550       | 44,35       |
|                | Michel Hétroy       | SE             | 837          | 22,38        | Retrait     | Retrait     |
|                | Jean-Claude Jousset | DVG            | 402          | 10,75        |             |             |
|                |                     |                |              |              |             |             |
| Inscrits       | Inscrits            | Inscrits       | 4 978        | 100,00       | 4 978       | 100,00      |
| Abstentions    | Abstentions         | Abstentions    | 1 078        | 21,66        | 1 312       | 26,36       |
| Votants        | Votants             | Votants        | 3 900        | 78,34        | 3 666       | 73,64       |
| Blancs ou nuls | Blancs ou nuls      | Blancs ou nuls | 160          | 4,10         | 171         | 4,66        |
| Exprimés       | Exprimés            | Exprimés       | 3 740        | 95,90        | 3 495       | 95,34       |

### Canton d'Issoudun-Sud
Conseiller sortant : Michel Bougault (PS)
| Candidats      | Candidats        | Étiquette      | Premier tour | Premier tour |
| Candidats      | Candidats        | Étiquette      | Voix         | %            |
| -------------- | ---------------- | -------------- | ------------ | ------------ |
|                | Michel Bougault* | PS             | 3 075        | 53,80        |
|                | Brigitte Colson  | UMP            | 1 966        | 34,39        |
|                | Norbert Potier   | DVG            | 383          | 6,70         |
|                | Eugénie Lemaître | FN             | 292          | 5,11         |
|                |                  |                |              |              |
| Inscrits       | Inscrits         | Inscrits       | 8 851        | 100,00       |
| Abstentions    | Abstentions      | Abstentions    | 2 864        | 32,36        |
| Votants        | Votants          | Votants        | 5 987        | 67,64        |
| Blancs ou nuls | Blancs ou nuls   | Blancs ou nuls | 271          | 4,53         |
| Exprimés       | Exprimés         | Exprimés       | 5 716        | 95,47        |

### Canton de la Châtre
Conseiller sortant : Serge Descout (UMP)
| Candidats      | Candidats      | Étiquette      | Premier tour | Premier tour |
| Candidats      | Candidats      | Étiquette      | Voix         | %            |
| -------------- | -------------- | -------------- | ------------ | ------------ |
|                | Serge Descout* | UMP            | 5 277        | 69,30        |
|                | Marianne Puech | PS             | 1 609        | 21,13        |
|                | Pierre Vautrin | PCF            | 729          | 9,57         |
|                |                |                |              |              |
| Inscrits       | Inscrits       | Inscrits       | 10 528       | 100,00       |
| Abstentions    | Abstentions    | Abstentions    | 2 526        | 23,99        |
| Votants        | Votants        | Votants        | 8 002        | 76,01        |
| Blancs ou nuls | Blancs ou nuls | Blancs ou nuls | 387          | 4,84         |
| Exprimés       | Exprimés       | Exprimés       | 7 615        | 95,16        |

### Canton du Blanc
Conseiller sortant : Alain Pasquer (PS)
| Candidats      | Candidats       | Étiquette      | Premier tour | Premier tour |
| Candidats      | Candidats       | Étiquette      | Voix         | %            |
| -------------- | --------------- | -------------- | ------------ | ------------ |
|                | Alain Pasquer*  | PS             | 3 949        | 63,28        |
|                | Roland Caillaud | M-NC           | 1 790        | 28,68        |
|                | Robert Dequesne | FN             | 274          | 4,39         |
|                | André Blanc     | PCF            | 228          | 3,65         |
|                |                 |                |              |              |
| Inscrits       | Inscrits        | Inscrits       | 8 830        | 100,00       |
| Abstentions    | Abstentions     | Abstentions    | 2 342        | 26,52        |
| Votants        | Votants         | Votants        | 6 488        | 73,48        |
| Blancs ou nuls | Blancs ou nuls  | Blancs ou nuls | 247          | 3,81         |
| Exprimés       | Exprimés        | Exprimés       | 6 241        | 96,19        |

### Canton de Levroux
Conseiller sortant : Michel Brun (UMP)
| Candidats      | Candidats          | Étiquette      | Premier tour | Premier tour |
| Candidats      | Candidats          | Étiquette      | Voix         | %            |
| -------------- | ------------------ | -------------- | ------------ | ------------ |
|                | Michel Brun*       | UMP            | 2 997        | 71,34        |
|                | Régis Nivet        | PCF            | 945          | 22,49        |
|                | Christophe Lavenue | FN             | 259          | 6,17         |
|                |                    |                |              |              |
| Inscrits       | Inscrits           | Inscrits       | 5 947        | 100,00       |
| Abstentions    | Abstentions        | Abstentions    | 1 476        | 24,82        |
| Votants        | Votants            | Votants        | 4 471        | 75,18        |
| Blancs ou nuls | Blancs ou nuls     | Blancs ou nuls | 270          | 6,04         |
| Exprimés       | Exprimés           | Exprimés       | 4 201        | 93,96        |

### Canton de Neuvy-Saint-Sépulchre
Conseiller sortant : Michel Appert (DVD)
| Candidats      | Candidats        | Étiquette      | Premier tour | Premier tour |
| Candidats      | Candidats        | Étiquette      | Voix         | %            |
| -------------- | ---------------- | -------------- | ------------ | ------------ |
|                | Michel Appert*   | DVD            | 2 129        | 59,11        |
|                | Laëtitia Guillot | DVG            | 861          | 23,90        |
|                | Robert Fleurion  | PS             | 612          | 16,99        |
|                |                  |                |              |              |
| Inscrits       | Inscrits         | Inscrits       | 4 896        | 100,00       |
| Abstentions    | Abstentions      | Abstentions    | 1 133        | 23,14        |
| Votants        | Votants          | Votants        | 3 763        | 76,86        |
| Blancs ou nuls | Blancs ou nuls   | Blancs ou nuls | 161          | 4,28         |
| Exprimés       | Exprimés         | Exprimés       | 3 602        | 95,72        |

### Canton de Saint-Benoît-du-Sault
Conseiller sortant : Gérard Mayaud (M-NC)
| Candidats      | Candidats        | Étiquette      | Premier tour | Premier tour | Second tour | Second tour |
| Candidats      | Candidats        | Étiquette      | Voix         | %            | Voix        | %           |
| -------------- | ---------------- | -------------- | ------------ | ------------ | ----------- | ----------- |
|                | Gérard Mayaud*   | M-NC           | 1 522        | 45,95        | 1 682       | 57,78       |
|                | Roger Jambut     | PS             | 931          | 28,11        | 1 229       | 42,22       |
|                | Thierry Bernard  | DVD            | 682          | 20,59        | Retrait     | Retrait     |
|                | Bernard Reignoux | DVG            | 177          | 5,34         |             |             |
|                |                  |                |              |              |             |             |
| Inscrits       | Inscrits         | Inscrits       | 4 457        | 100,00       | 4 457       | 100,00      |
| Abstentions    | Abstentions      | Abstentions    | 1 010        | 22,66        | 1 431       | 32,11       |
| Votants        | Votants          | Votants        | 3 447        | 77,34        | 3 026       | 67,89       |
| Blancs ou nuls | Blancs ou nuls   | Blancs ou nuls | 135          | 3,92         | 115         | 3,80        |
| Exprimés       | Exprimés         | Exprimés       | 3 312        | 96,08        | 2 911       | 96,20       |

### Canton de Vatan
Conseiller sortant : Yves Fouquet (DVD)
| Candidats      | Candidats       | Étiquette      | Premier tour | Premier tour | Second tour | Second tour |
| Candidats      | Candidats       | Étiquette      | Voix         | %            | Voix        | %           |
| -------------- | --------------- | -------------- | ------------ | ------------ | ----------- | ----------- |
|                | Yves Fouquet*   | DVD            | 1 264        | 46,06        | 1 183       | 47,62       |
|                | Daniel Thénot   | DVG            | 779          | 28,39        | 745         | 29,99       |
|                | Bernard Demaret | MoDem          | 701          | 25,55        | 556         | 22,38       |
|                |                 |                |              |              |             |             |
| Inscrits       | Inscrits        | Inscrits       | 3 615        | 100,00       | 3 615       | 100,00      |
| Abstentions    | Abstentions     | Abstentions    | 766          | 21,19        | 1 081       | 29,90       |
| Votants        | Votants         | Votants        | 2 849        | 78,81        | 2 534       | 70,10       |
| Blancs ou nuls | Blancs ou nuls  | Blancs ou nuls | 105          | 3,69         | 50          | 1,97        |
| Exprimés       | Exprimés        | Exprimés       | 2 744        | 96,31        | 2 484       | 98,03       |